# Оскар Прусський
Принц Оскар Карл Густав Адольф Прусський (нім. Oskar Karl Gustav Adolf Prinz von Preußen; 27 липня 1888, Потсдам — 27 грудня 1958, Мюнхен) — принц Прусський, п'ятий син німецького імператора Вільгельма II і імператриці Августи Вікторії. Генерал-майор вермахту (1 березня 1940) і 35-й герренмайстер ордена іоаннітів.

## Біографія
Як і всі прусські принци навчався в Плені. Учасник Першої світової війни, в складі 7-го прусського гренадерського полку брав участь в бойових діях. З серпня 1918 року — командир 84-ї ландверної піхотної бригади. В листопаді 1918 року звільнений у відставку. Після війни був членом «Сталевого шолому» та інших військових організацій.
З 1927 року — герренмайстер ордена іоаннітів, на цій посаді і залишався до своєї смерті. Був політичним противником націонал-соціалізму. Зумів перешкодити спробам нацистів знищити орден. З 1932 року він став членом ради директорів Німецької національної народної партії.
Перед початком Другої світової війни призваний на службу в вермахт у званні оберста. З серпня 1939 до кінця лютого 1940 року — командир 230-го піхотного полку. З 1 березня 1940 року — в командному резерві. В травні 1940 року Адольф Гітлер заборонив, згідно Указу принців, подальше використання Оскара на діючій військовій службі, а 19 травня 1943 року відправив у відставку разом із іншими представниками правлячих родів Німеччини.
Помер 27 січня 1958 року в Мюнхені від раку шлунка і був похований в замку Гогенцоллерн.

## Родина

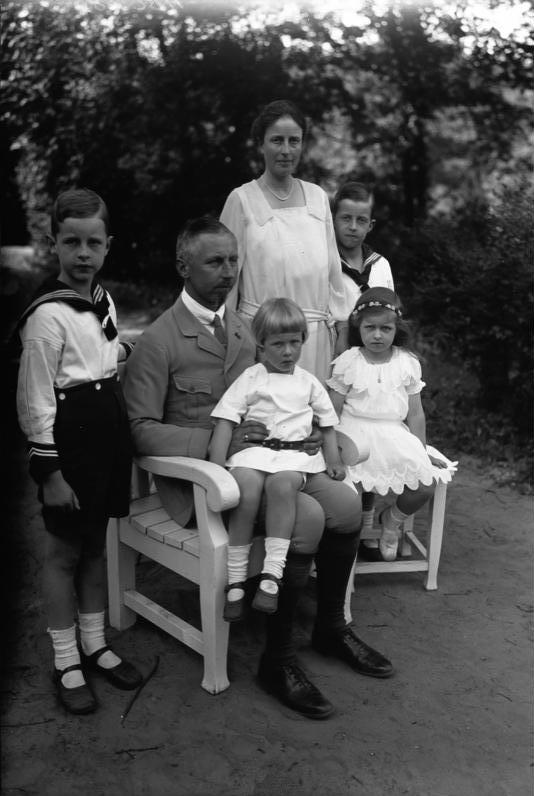
Принц Оскар з дружиною і дітьми (1925).

31 липня 1914 одружився з графинею Інною фон Бассевіц. Шлюб був морганатичним, тому діти (3 синів та одна дочка) спочатку не могли бути претендентами на прусський престол.
Діти:
- Оскар Вільгельм Карл Ганс Куно (12 липня 1915 — 5 вересня 1939) — обер-лейтенант резерву вермахту, загинув під час Польської кампанії.
- Буркгард Фрідріх Макс Вернер Георг (8 січня 1917 — 12 серпня 1988)
- Інна Марія Софія Шарлотта (25 грудня 1918 — 22 березня 1989)
- Вільгельм Карл Адальберт Еріх Детлофф (30 січня 1922 — 9 квітня 2007) — наступний великий магістр ордена Святого Йоанна.

## Нагороди[6][5]
- Орден Червоного орла
  - 3-го класу
  - великий хрест з короною (27 травня 1898, за іншими даними — 1900)
- Орден Корони (Пруссія)
  - 3-го класу
  - 1-го класу (27 травня 1898)
- Столітня медаль (22 березня 1897)
- Орден Чорного орла з ланцюгом
  - орден (№1109; 27 травня 1898)
  - ланцюг (18 січня 1907)
- Орден дому Гогенцоллернів
  - Великий командорський хрест королівського ордену з мечами
    - орден (27 травня 1898)
    - мечі (1918)

  - Почесний хрест 1-го класу князівського ордену з мечами
    - орден (1907)
    - мечі (1918)
- Орден Вендської корони, великий хрест з короною в руді (1902)
- Орден Нідерландського лева, великий хрест (1902)[7]
- Королівський Вікторіанський орден, почесний великий хрест (Британська імперія; 1 липня 1904)
- Пам'ятна медаль срібного весілля герцога Альфреда Саксен-Кобург-Готського (1905)
- Орден Серафимів (Швеція; 23 лютого 1906)
- Пам'ятний знак срібного весілля імператора Вільгельма та імператриці Августи-Вікторії (1906)
- Орден Заслуг герцога Петра-Фрідріха-Людвіга, великий хрест з короною (1906)
- Орден дому Саксен-Ернестіне, великий хрест (1906)
- Орден Корони Румунії, великий хрест (1906)
- Орден «Османіє» 1-го класу з діамантами (1906)[7]
- Орден Вірності (Баден) (1908)
- Орден Бертольда I (1908)
- Орден Спасителя, великий хрест (Грецьке королівство; 1909)
- Орден Людвіга (Гессен-Дармштадт), великий хрест (27 січня 1910, за іншими даними — 1912)
- Орден Рутової корони (1910)
- Орден Святого Йоанна (Бранденбург)
  - почесний лицар (1912)
  - великий магістр (1927)
- Орден Вюртемберзької корони, великий хрест з мечами (1912)
- Орден Леопольда II, великий хрест (Бельгія; 1912)
- Орден Слона (Данія; 1913)
- Орден Святого Губерта (1913 або 1914)
- Орден Генріха Лева, великий хрест (1914)
- Почесний хрест (Ройсс), офіцерський хрест (1914)
- Залізний хрест
  - 2-го класу (22 серпня 1914) — за заслуги у боях під Віртоном.
  - 1-го класу (24 вересня 1914) — за заслуги у боях під Верденом.
- Орден Військових заслуг Карла Фрідріха, командорський хрест (22 квітня 1916)
- Військовий орден Святого Генріха, лицарський хрест (25 жовтня 1916)
- Орден «За військові заслуги» (Баварія), офіцерський хрест з короною (1916)
- Хрест Фрідріха
  - 2-го класу (1916)
  - 1-го класу (1917)
- Хрест «За військові заслуги» (Баден) (1916)
- Хрест «За військові заслуги» (Брауншвейг) 2-го класу (1917)
- Ганзейський Хрест (Гамбург; 1917)
- Хрест «За військові заслуги» (Ліппе) (1918)
- Хрест «За військові заслуги» (Мекленбург-Шверін) 2-го класу (1918)
- Хрест «За заслуги у війні» (Мекленбург-Стреліц) 2-го класу (1918)
- Хрест «За заслуги у війні» (Саксен-Мейнінген) (1918)
- Нагрудний знак «За поранення» в чорному (1918) — за 2 поранення, отримані у вересня 1914 рокі під Вінтоном та 7 лютого 1916 року на Східному фронті.
- Орден Леопольда (Австрія), лицарський хрест (1918)
- Хрест «За військові заслуги» (Австро-Угорщина) 3-го класу з військовою відзнакою (1918)
- Срібна Медаль «Ліякат» з шаблями (Османська імперія; 1918)
- Почесний хрест ветерана війни з мечами (1934)
- Медаль «За Атлантичний вал» (1940)
- Застібка до Залізного хреста 2-го класу (1940)

## Галерея

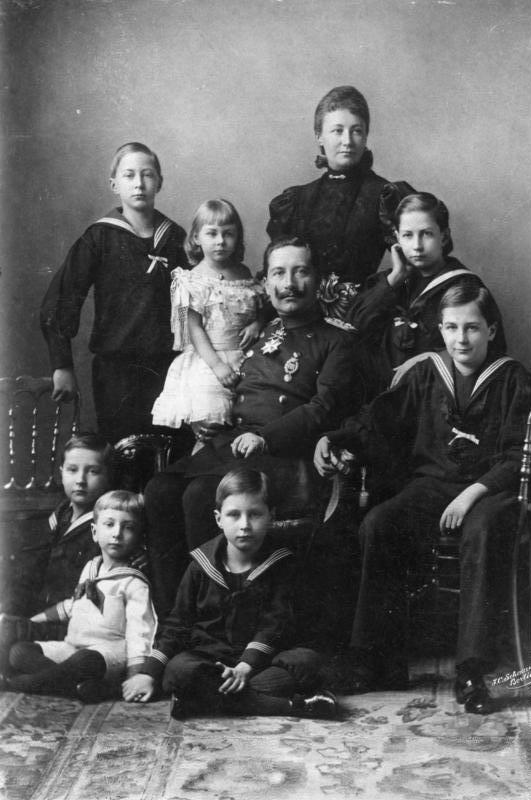
Імператор Вільгельм II з дружиною та дітьми. Принц Оскар сидить на підлозі в центрі перед батьком (1896).
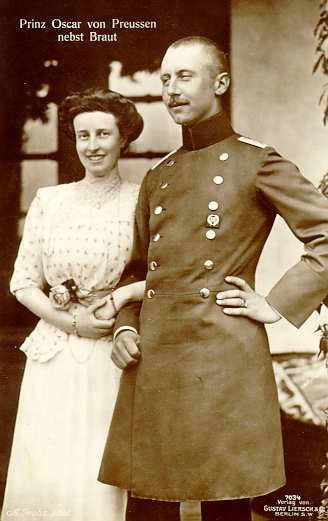
Принц Оскар з нареченою (1912).
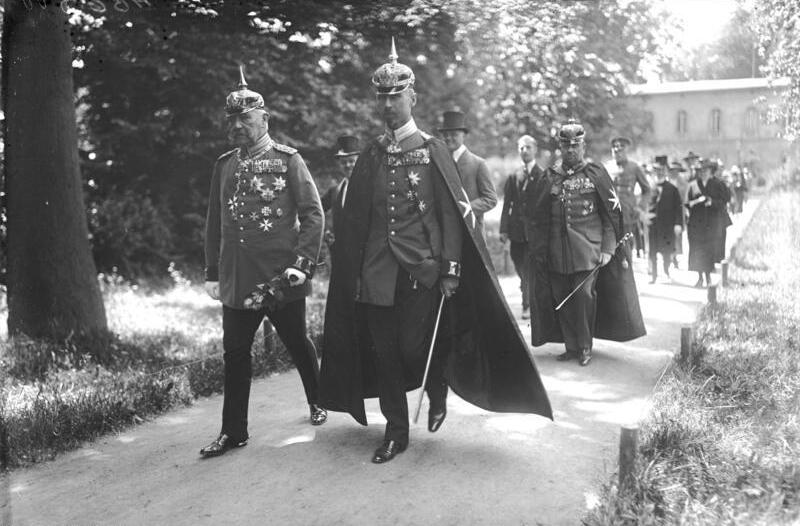
Принц Оскар (в центрі) з Паулем фон Гінденбургом (ліворуч) на процесії ордену Святого Йоанна (1924).
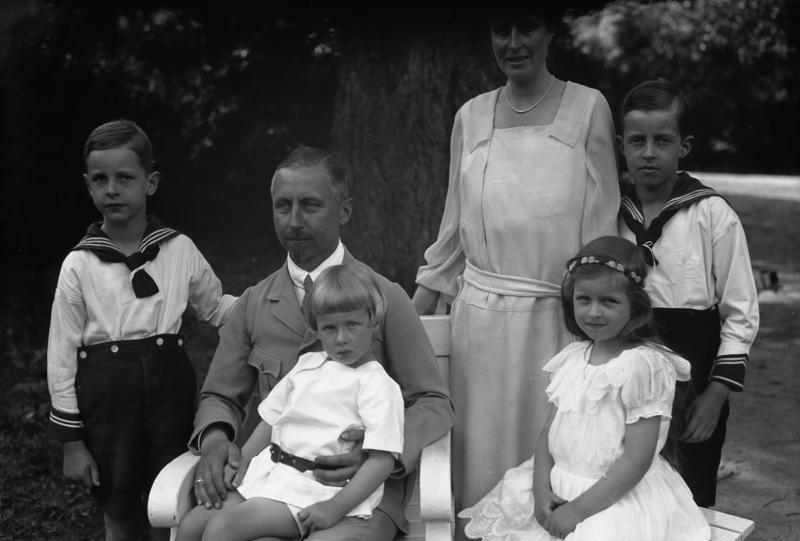
Принц Оскар з дружиною та дітьми (1925).
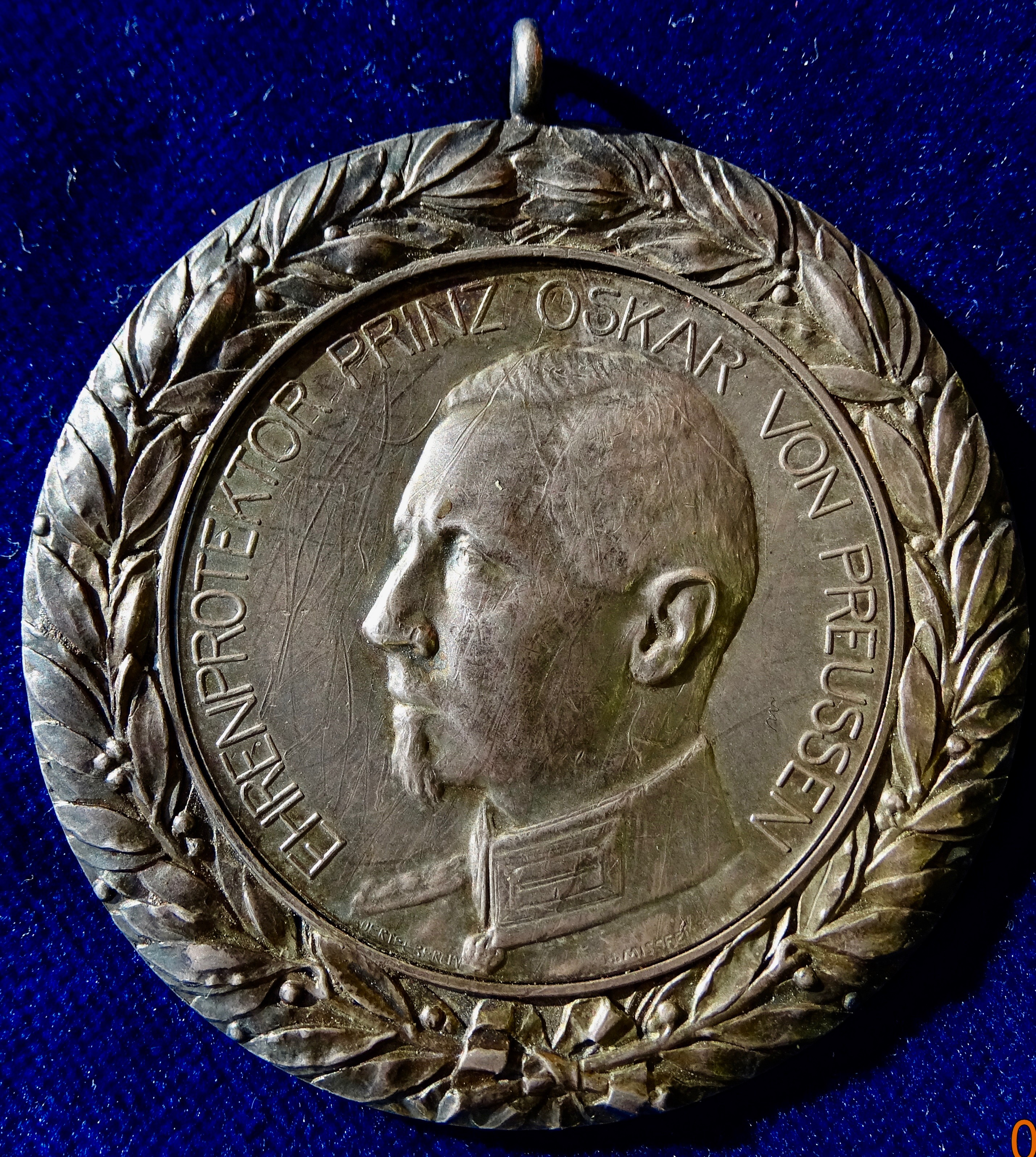
Медаль із зображенням принца Оскара, виготовлена скульптором Генріхом Міссфельдтом (1930).